# Белоноси коати
Белоноси коати или коатимунди, је врста сисара из породице ракуна (лат. Procyonidae). Заједно са јужноамеричким коатијем чини род Nasua. Насељава већи део Средње Америке и мање граничне делове Јужне и Северне Америке.

## Распрострањеност и станиште
Белоноси коати насељава шумовита подручја (суве и влажне шуме) Средње Америке и граничне делове Јужне и Северне Америке, на надморској висини од нивоа мора до 3.000 метара. Опсег врсте обухвата на крајњем северу југоисточну Аризону и Нови Мексико, у средини већи део Мексика и Централне Америке, док на југу обухвата крајњи северозапад Колумбије (залив Ураба, близу колумбијске граница са Панамом).
Постојала је велика забуна у вези с јужном границом његовог опсега, али узорци из већине Колумбије (једини изузетак је крајњи северозапад државе) и Еквадора су сви јужноамерички коати.

## Опис
Тежи 4−6 килограма. Мужјаци су знатно већи од женки. Мање женке могу тежити 2,5 килограма, док неки велики мужјаци могу тежити 12,2 килограма. Од носа до репа су дугачки око 110 центиметра, од чега половина отпада на реп.